# True Blue (pjesma)
"True Blue" je treći singl američke pjevačice Madonne s trećeg studijskog albuma istoga naziva. Singl je izdan 29. rujna 1986. pod Sire Recordsom. Pjesmu je napisao Steve Bray a govori o Madonninim osjećajima prema tadašnjem suprugu Sean Pennu.

## Nastanak pjesme
Pjesmu je napisao Steve Bray zajedno s Madonnom. Madonna je odabrala naslov pjesme zbog svog tadašnjeg supruga Sean Penna i njegovog iskrenog pogleda na ljubav, te je cijelu pjesmu kao i cijeli albuma posvetila upravo njemu. U jednom razgovoru, Bray je izjavio: "Madonna je vrlo zaljubljena. Normalno je da onda i piše ljubavne pjesme. Kada ne bude zaljubljena, neće pisati ovakve pjesme."

## Uspjeh pjesme
"True Blue" je u Sjedinjenim Državama izdana u listopadu 1986. Na Hot 100 ljestvici je debitirala na 40. mjestu, te je nakon šest tjedana dospjela na 3. mjesto gdje se zadržala tri tjedna i sveukupno na ljestvici provela šesnaest tjedana. I na ostalim Billboardovim ljestvicama je pjesma bila visoko smještena. Na Hot Adult Contemporary je dospjela na 5. mjesto, a na Hot Dance Club Play na 6. mjesto. U listopadu 1998. pjesma je dobila zlatnu certifikaciju prema RIAA-i. U Kanadi je singl debitirao na 48. mjestu i u studenome dospio na sam vrh ljestvice. Na ljestvici se zadržao 23 tjedna i bio 37. najbolji singl te godine. 
U Ujedinjenom Kraljevstvu je singl debitirao na 3. mjestu, a sljedeći tjedan bio na 1. mjestu. To je bio 3. Madonnin broj 1 u UK. Singl je dobio i srebrnu certifikaciju u listopadu 1986. prema BPI. Na prvo mjesto je pjesma došla i u Irskoj gdje je to bio Madonnin četvrti boj 1. Na europskoj ljestvici je pjesma na vrhu zamijenila prethodni Madonnin singl "Papa Don't Preach". U prvih 5 je ušla u Belgiji, Italiji i Nizozemskoj doj je u Top 10 dospjela u Austriji, Francuskoj, Njemačkoj i Švicarskoj.

## Glazbeni video
Pjesma ima dva glazbena videa. Onaj glavni spot je snimljen početkom rujna 1986. u New Yorku pod redateljskom palicom Jamesa Foleya. U ovom spotu se Madonna pojavljuje s 3 plesačice u plavom autu iz 1950-ih. Dvije od njih su Madonnine prijateljice, Erika Belle i Debi Mazar.

## Popis formata i pjesama
| - 7" Singl (Europa) 1. "True Blue" (Remix/Edit) – 4:22 2. "Holiday" (Edit) – 3:50 - 7" Singl (Japan/SAD) 1. "True Blue" – 4:16 2. "Ain't No Big Deal" – 4:12 - 7" Singl 1. "True Blue" – 4:16 2. "Live to Tell" – 4:37 - 12" Singl (UK) 1. "True Blue" (Extended Dance Version) – 6:37 2. "Holiday" (Full Length Version) – 6:08 | - 12" Maxi-Singl (SAD) 1. "True Blue" (The Color Mix) – 6:37 2. "True Blue" (Instrumental) – 6:56 3. "Ain't No Big Deal" – 4:12 4. "True Blue" (Remix/Edit) – 4:22 - CD Maxi-Singl (Australija/Japan) 1. "True Blue" (The Color Mix) – 6:37 2. "Everybody" (Dub Version) – 9:23 3. "Papa Don't Preach" (Extended Remix) – 5:45 4. "Everybody" (Extended Version) – 5:56 5. "Live to Tell" (Instrumental Version) – 5:49 |

## Na ljestvicama
| Ljestvica (1986)       | Pozicija |
| ---------------------- | -------- |
| Australija             | 5        |
| Austrija               | 9        |
| Belgija                | 3        |
| Kanada                 | 1        |
| Nizozemska             | 4        |
| Francuska              | 6        |
| Njemačka               | 6        |
| Irska                  | 1        |
| Italija                | 4        |
| Novi Zeland            | 3        |
| Švedska                | 18       |
| Švicarska              | 6        |
| Ujedinjeno Kraljevstvo | 1        |
| SAD Billboard Hot 100  | 3        |